# Rococó

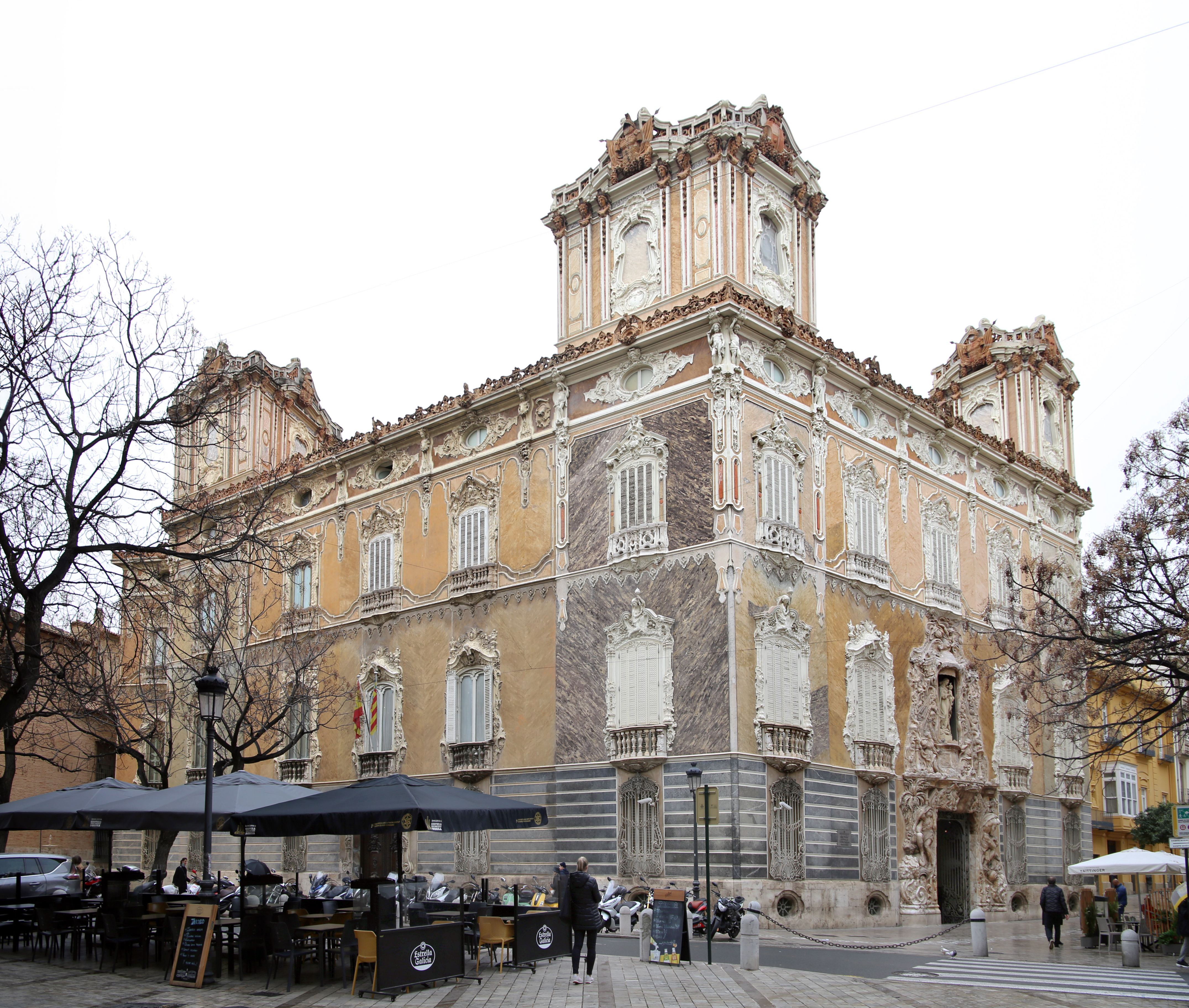
Palau del Marqués de Dosaigües, a València, reformat a estil rococó als anys 1740

El Rococó és un estil artístic nascut a França, caracteritzat per un ús decoratiu de les formes de la natura (branques, fulles) i elements xinesos, amb colors lluminosos, suaus i clars. Es desenvolupa de forma progressiva entre els anys 1730-60. Hi predominen les formes inspirades en la natura, la mitologia, la bellesa dels cossos nus, l'art oriental i especialment en els temes galants i amorosos, amb petites cascades, ponts, salzes, templets i pagodes. Es van encarregar directament a la Xina vaixelles ornades amb gravats d'armes heràldiques. És un art bàsicament mundà, sense influències religioses, que tracta temes de la vida diària i de les relacions humanes. És un estil que busca reflectir el que és agradable, refinat, exòtic i sensual.

## Història

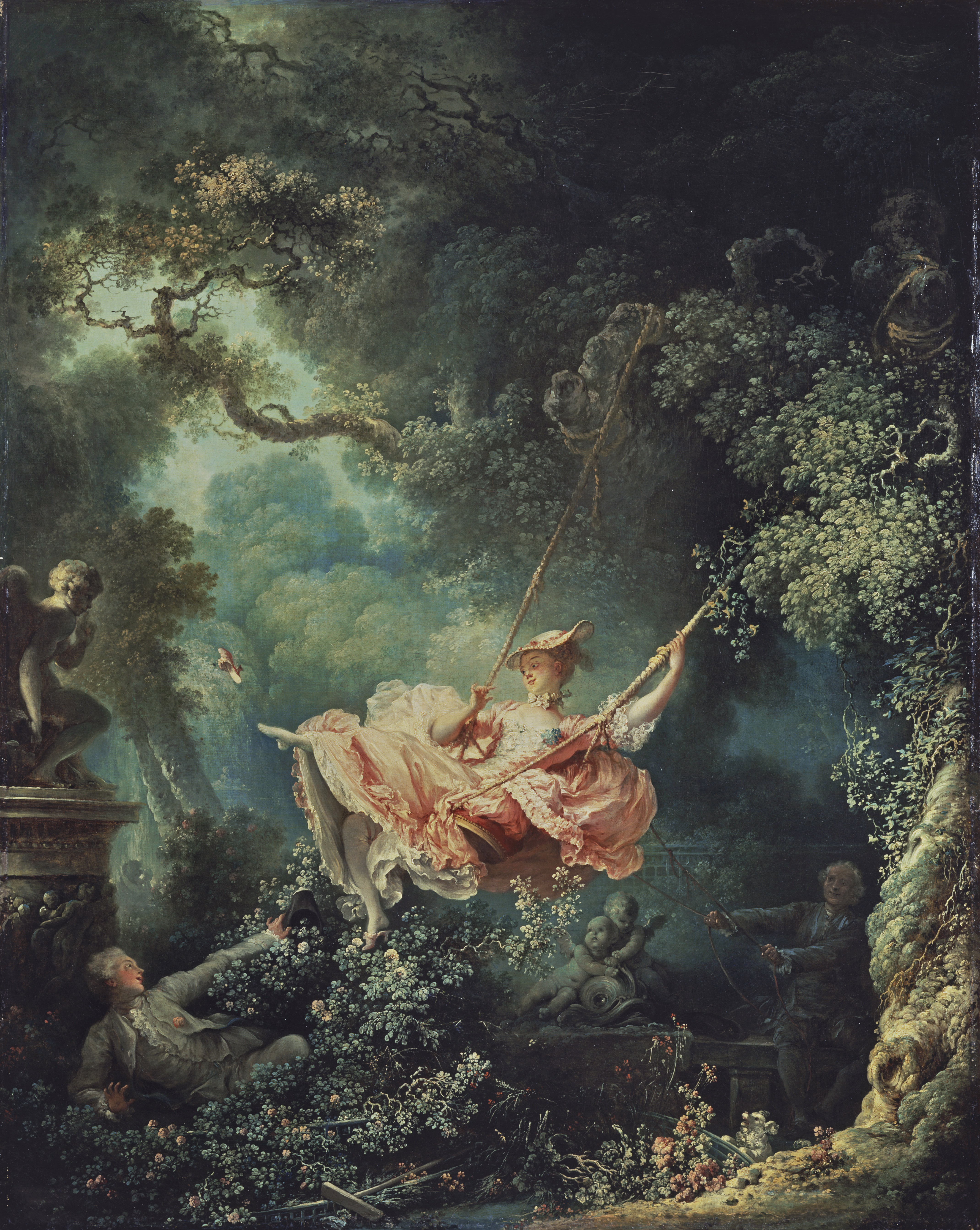
El gronxador, obra mestra de Fragonard, on es recull l'esperit refinat, exòtic i sensual propi del Rococó.

Té un precedent a l'inici del segle xviii, coincidint amb la regència de Felip d'Orleans, quan varen començar els tímids canvis que anunciaven el final de l'estil tardo barroc que va evolucionar cap a l'expressió d'un gust més contemporani, independent i hedonista, contraposat a l'art oficial, inflexible i ostentós del regnat de Lluís XIV.
La transició del Rococó, també conegut com l'estil Lluís XV, a noves formes i expressions artístiques, va començar cap al 1760. La divulgació de les excavacions entre 1738 i 1748 de Pompeia i Herculà, varen despertar una veritable fascinació pel gust a la grega, embrió del que, un cop consolidat, coneixeríem com a Neoclàssic, i que coincideix amb el regnat de Lluís XVI.
Aquest estil, anomenat en el seu temps del gust modern, va ser rebatejat pels seus crítics i detractors neoclassicistes amb la paraula Rococó, que és una composició de rocaille (‘roca') i coquille (‘petxina'), com que en els primers dissenys del nou estil hi havia moltes formes irregulars inspirades en roques marines, algues i petxines. Unes altres versions busquen l'origen a rocaille, una mena d'ornamentació dels decoradors de grutes dels jardins barrocs i que es distingia per un profús recaragolament. Malgrat el caire pejoratiu d'aquesta denominació, que pocs historiadors actuals encara sostenen, el Rococó és l'exemple de com un art representa la immediata expressió de la vida social i de com un estil es fa a mida de l'individu, de com els habitatges i els objectes es dissenyen per a homes i no només per a déus i monarques.
S'expressa sobretot en la pintura, decoració, mobiliari, moda i en el disseny i producció d'objectes. La seva presència a l'arquitectura i l'escultura és menor, com s'aplicava fonamentalment en l'àmbit dels espais interiors i en molt menor nombre les composicions monumentals.

### Del barroc al rococó

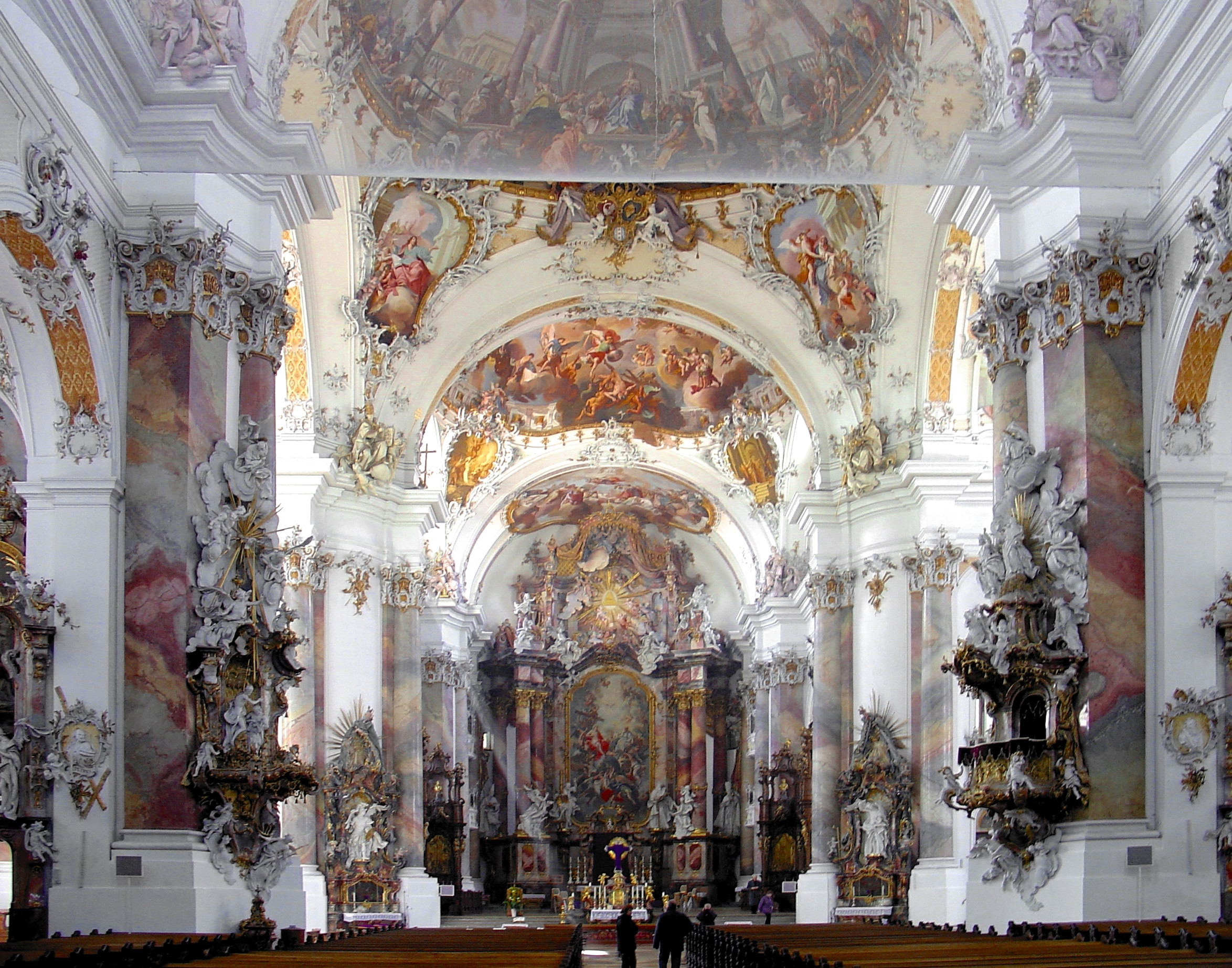
La basílica d'Ottobeuren (Baviera): els espais arquitectònics conflueixen i es dispersen, com si prenguessin vida.

Durant el regnat de Lluís XV la vida de la cort s'allunya del palau de Versalles, i duu el canvi artístic del palau reial id'ençà es difon a tota l'alta societat francesa. La delicadesa i la joia dels motius rococó han estat vistos sovint com una reacció als excessos presents en el règim de Lluís XIV.
Si el barroc era al servei del poder absolutista, el rococó és al servei de l'aristocràcia i la burgesia. L'artista deixa de ser un servidor del poder i treballa amb més llibertat i s'inicia el mercat de l'art.
El rococó es presenta com l'art al servei de la comoditat, el luxe i la festa. Les escenes de la pintura recullen aquest nou estil de vida i l'arquitectura es transforma i es modifica la forma de viure.
Pel que fa al vessant social, comença un canvi cap al paper de la dona com a organitzadora de «salons» per parlar de literatura, política, jocs d'enginy o per ballar. Aquest entorn dactivitat social dins l'alta burgesia és el lloc adient perquè els artistes es promocionin i facin clients.
Els motius del Rococó cerquen reproduir el sentiment típic de la vida aristocràtica lliure de preocupacions o de novel·la lleugera, més que no batalles heroiques o figures religioses.

### Desenvolupament i extensió

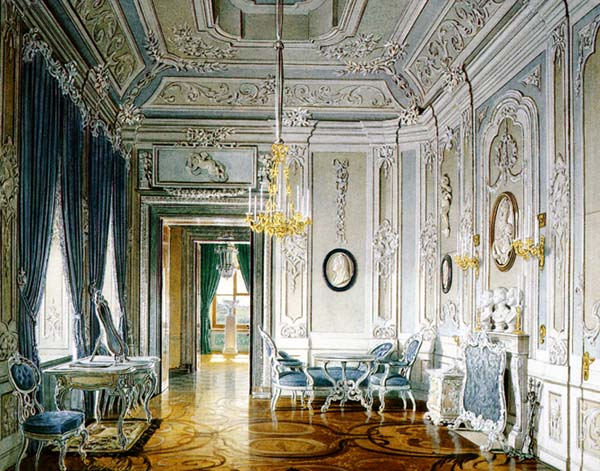
Interior en estil rococó.

En el desenvolupament i promoció del nou estil dins la societat francesa, va tenir un paper clau la influència de Jeanne Antoinette Poisson, marquesa de Pompadour i amant del rei. El seu interès per l'art que, com aficionada, practicava assessorada per François Boucher o per Quentin de La Tour, es va transmetre a les classes benestants de París.
El 1730 representà el període de major vitalitat i desenvolupament del Rococó a França. L'estil es desenvolupà a l'arquitectura i arribà al mobiliari, l'escultura i la pintura (d'entre els treballs més significatius, trobem els dels artistes Jean-Antoine Watteau i François Boucher).
L'estil rococó es difon sobretot gràcies als artistes francesos i a les publicacions de l'època. Fou ràpidament acollit a la zona catòlica d'Alemanya, Bohèmia i Àustria, on es fusiona amb el barroc germànic. En particular al sud, el rococó germànic fou aplicat amb entusiasme en la construcció de cases i palaus; els arquitectes sovint adornen els interiors amb núvols d'estuc blanc.
A Itàlia l'estil barroc tardà de Francesco Borromini i Guarino Guarini evoluciona cap al Rococó a Torí, Venècia, Nàpols i Sicília, mentre que a la Toscana i a Roma l'art resta encara fortament lligat al barroc.
A Anglaterra el nou estil fou considerat com «el gust francès per l'art», els arquitectes anglesos no seguirien l'exemple dels seus col·legues continentals, tot i que l'argenteria, la porcellana i les sedes sí que varen estar fortament influenciades pel rococó. Thomas Chippendale transformà el disseny del mobiliari anglès mitjançant l'estudi i l'adaptació del nou estil. William Hogarth contribuí a crear una teoria sobre la bellesa del rococó; sense referir-se intencionadament al nou estil, afirmava a la seva obra Anàlisi de la bellesa (1753) que la corba en S present al rococó era la base de la bellesa i de la gràcia present a l'art i en la natura.

### Declivi
El rococó comença a declinar entorn de 1760 quan personatges del nivell de Voltaire i Jacques-François Blondel comencen a criticar la superficialitat i la degeneració de l'art. Blondel, en particular, es lamentà de la «increïble barreja de petxines, dragons, canyes, palmes i plantes» a l'art contemporani al seu llibre L'homme du monde éclairé par les arts (‘L'home mundà il·luminat per les arts‘) de 1774. El 1780 el rococó deixa d'estar de moda a França i és reemplaçat per l'ordre i la serietat de l'estil neoclàssic impulsat per Jacques-Louis David.
El rococó es manté popular fora de les grans capitals i a Itàlia fins a la segona fase del neoclassicisme, quan l'anomenat «estil Imperi»s'imposa, impulsat pel govern napoleònic.
Un renovat interès pel rococó apareix entre el 1820 i el 1870. Anglaterra és la primera a revalorar l'estil Lluís XIV, que és com s'anomenava erròniament al començament. Amb aquesta moda, pagaven preus exorbitants per comprar els objectes rococó de segona mà a París. Tanmateix, només artistes importants com Delacroix i mecenes com Empress Eugénie redescobreixen el valor de la gràcia i de la lleugeresa aplicada a l'art i al disseny.

## El rococó aplicat a l'art

### Mobiliari i objectes decoratius durant el període rococó

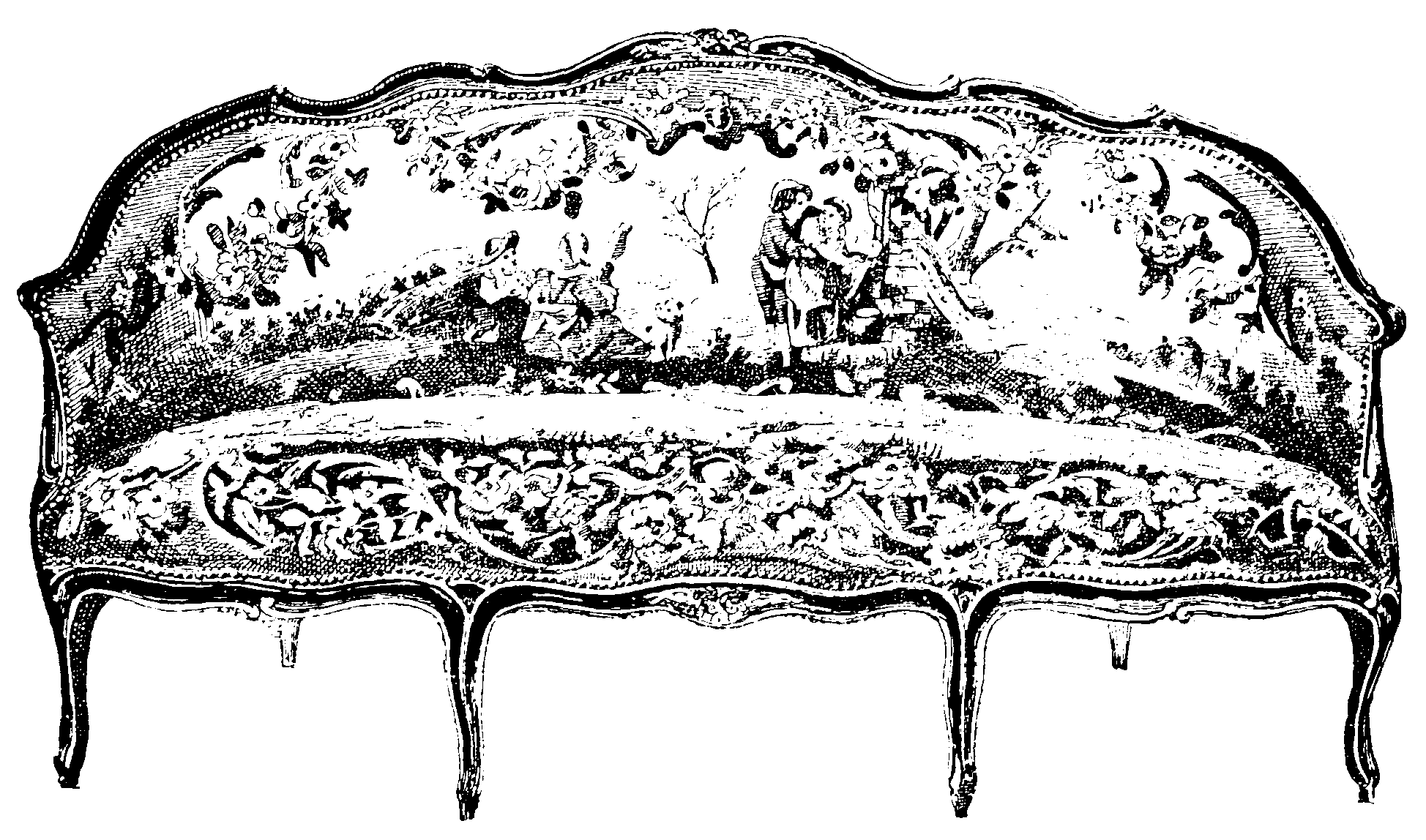
Divà en estil Rococó

La temàtica lleugera, però intricada, del disseny rococó s'adequa més als objectes d'escala reduïda que a l'arquitectura i a l'escultura. No sorprèn, per tant, que el rococó francès fos utilitzat sobretot a l'interior de les cases. Figures de porcellana, argenteria i, sobretot, el mobiliari incorporen l'aplicació del rococó quan l'alta societat francesa vol endreçar les cases amb el nou estil.
El rococó aprecia el caràcter exòtic de l'art xinès i, a França, s'imita l'estil en la porcellana i vaixella de taula. Se sap que Madame de Pompadour va tenir en el seu Castell de Bellevue un hivernacle ple de flors de porcellana que es perfumaven amb la seva corresponent olor autèntica.
Els dissenyadors francesos, com François de Cuvilliés i Nicholas Pineau, exporten l'estil a Múnic i a Sant Petersburg, mentre el germànic Juste-Aurèle Meissonier, es trasllada a París, si bé cal considerar a Simon-Philippe Poirier com el precursor del rococó a París.
El rococó anglès tendeix a ser més moderat. El dissenyador de mobles Thomas Chippendale manté la línia corba, però menys ampul·losa que al moble francès. El principal exponent del rococó anglès fou, probablement, Thomas Johnson, un escultor i projectista de mobles ubicat a Londres a la meitat del 1700.

### Arquitectura

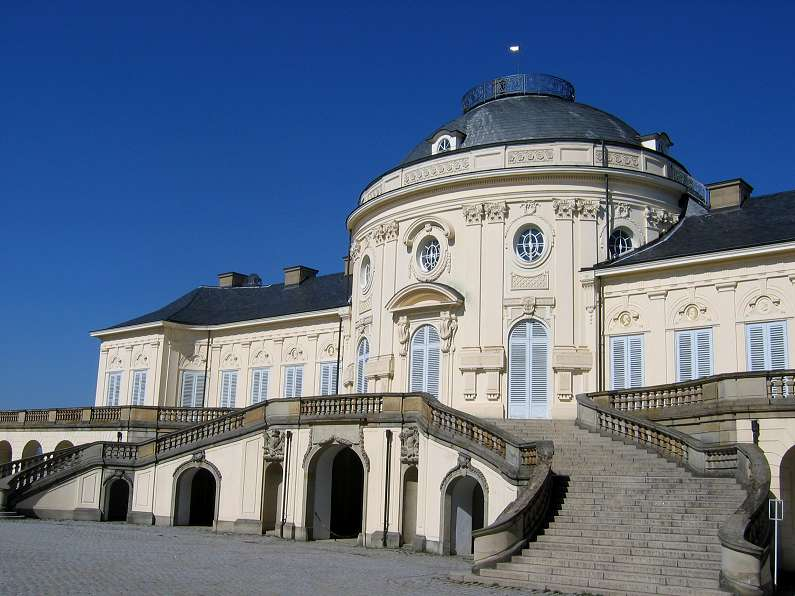
Palau Solitud (Stuttgart, Alemanya) - un exponent d'arquitectura rococó a l'estat de Baden-Württemberg.

Una de les característiques de l'estil és la marcada diferència entre exteriors i interiors. L'interior és un lloc de fantasia i color, mentre la façana retrata senzillesa i simplicitat. S'abandonen els ordres clàssics i les façanes dels edificis es distingeixen per ser planes, tenint, amb prou feines, unes motllures per separar plantes o emmarcar portes i finestres.
La forma dominant en les edificacions rococós era la circular. Un pavelló central, generalment entre dues ales baixes i corbes i, sempre que era possible, envoltat de jardí o immers en un parc natural. Altres edificacions podien prendre la forma de pavellons encadenats, en contra del típic edifici "bloc", propi de l'etapa anterior.
En tots els casos, l'aspecte més destacable dels edificis rococós és la distribució interna. Tenen estances especialitzades per a cada funció i una distribució amb confort. Les habitacions es dissenyen com un conjunt que, amb una marcada funcionalitat, combina ornamentació, colors i mobiliari.
En aquest moment la finestra augmenta progressivament de mida, fins a la porta-finestra o «finestra francesa», i així obté una interrelació entre interior i exterior que respons a l'ideal de fusió amb la natura, el paisatge i l'entorn. Se'n descarten els marcs en angle recte, massa rígids i s'adopten finestres arquejades. S'elimina o redueix l'ús d'escultures monumentals, que només es fan servir com a ornament dels jardins.
Per la seva mateixa naturalesa, aquestes tendències arquitectòniques van tenir molt poc reflex en les construccions oficials, fossin laiques o eclesiàstiques. En canvi, el nou estil va ser perfecte per a les residències de la noblesa i l'alta burgesia, les classes més ansioses de canviar segons els nous cànons i les més dotades de mitjans econòmics per aconseguir-ho.

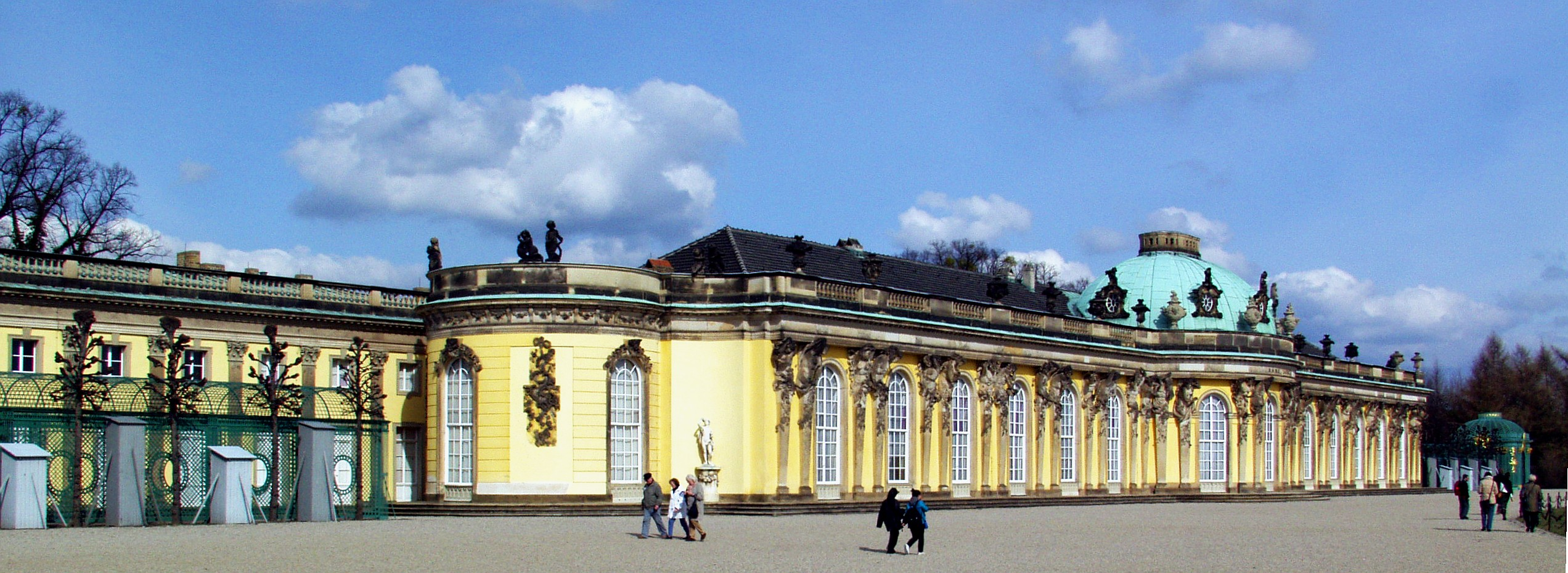
Castell de Sanssouci, Potsdam.

A Alemanya, especialment a Baviera, el rococó s'introduí amb molta força i superà les fórmules barroques. A diferència de França, s'hi va adequar l'estil també a construccions religioses. Entre els autors de les obres més destacades trobem artistes francesos i alemanys com François de Cuvilliés, Johann Balthasar Neumann i Georg Wenzeslaus von Knobelsdorff, que realitzaren la preparació d'Amalienburg prop de Múnic, el castell de Würzburg, Sanssouci a Potsdam, Charlottenburg a Berlín, els palaus d'Augustusburg i Falkenlust a Brühl (Westfàlia), Bruchsal, Palau Solitud a Stuttgart i Schönbrunn a Viena.

### Pintura

Peregrinació a Cythera de Jean-Antoine Watteau (1721, Louvre).

Malgrat que el rococó deu el seu origen purament a les arts decoratives, l'estil va influir també en la pintura, i hi va arribar a una màxima esplendor en la dècada dels 1730. Els pintors varen fer servir colors clars i delicats i les formes curvilínies decoren les teles amb querubins i mites d'amor. Els paisatges amb festes galants i pastorals sovint recollien dinars sobre l'herba de personatges aristocràtics i aventures amoroses i cortesanes. Es van recuperar personatges mitològics, que es barregen en les escenes, i les doten de sensualitat, alegria i frescor.
En els retrats els personatges són representats amb molta elegància, basada en l'artificialitat de la vida de palau i dels ambients cortesans, de manera que reflecteixen una imatge amable de la societat en transformació.
Jean-Antoine Watteau (1684-1721) és considerat el més important pintor rococó, creador d'un nou gènere pictòric: les fêtes galantes, amb escenes impregnades per un erotisme líric. Watteau, tot i morir a 35 anys, va tenir una gran influència en els seus successors, inclosos François Boucher (1703 - 1770) i Jean-Honoré Fragonard (1732-1806), dos mestres del període tardà. També el toc delicat i la sensibilitat de Thomas Gainsborough (1727-1788) reflecteixen l'esperit rococó.

### Escultura

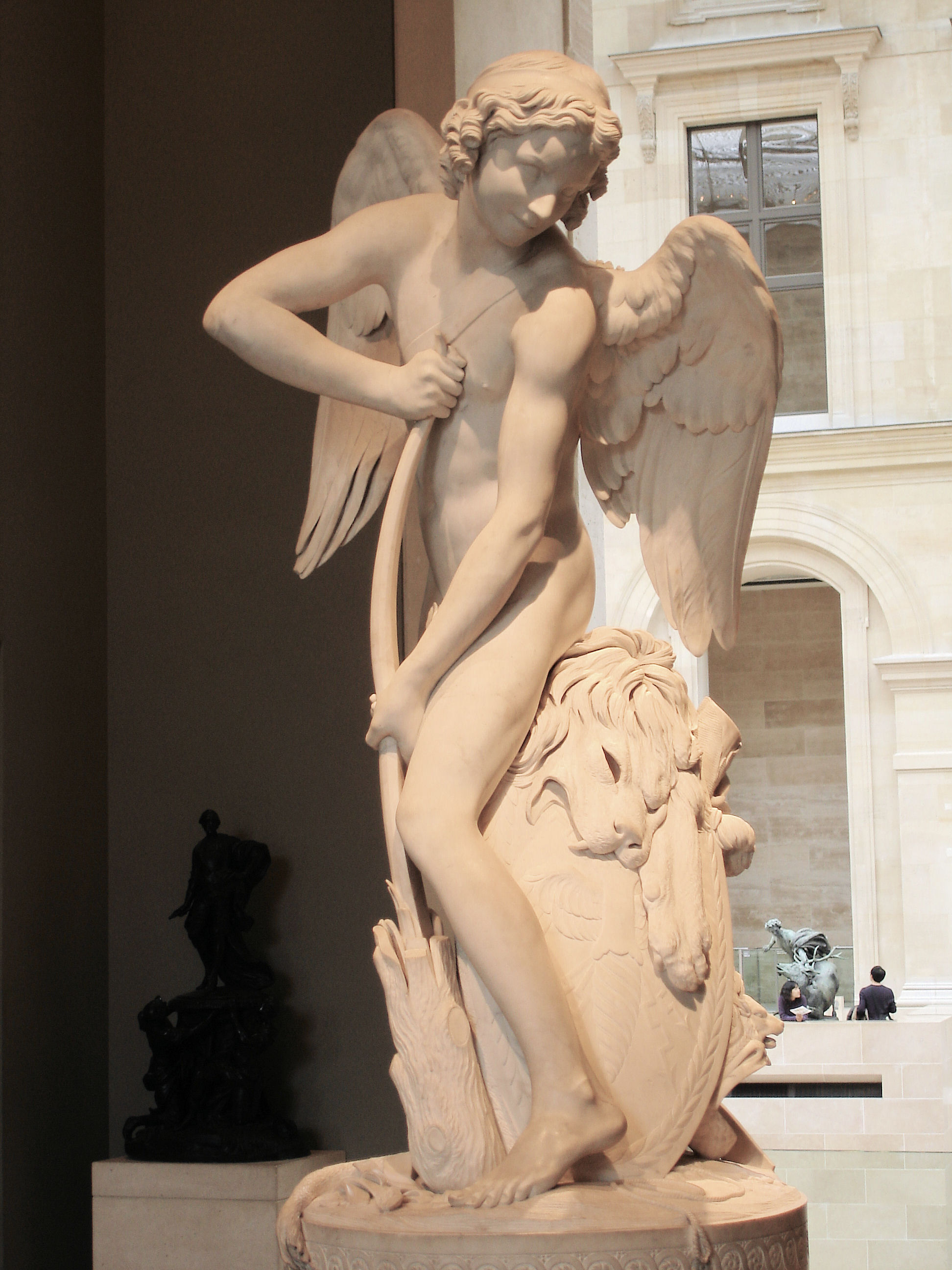
Cupido, per Edmé Bouchardon (1750).

En escultura, Étienne-Maurice Falconet (1716-1791) és considerat un dels millors representants del rococó francès. En general, aquest estil fou expressat més bé mitjançant l'escultura de porcellana delicada, més que amb estàtues marmòries i imponents. El mateix Falconet era director de la famosa fàbrica de porcellana a Sèvres. Entre les seves nombroses obres hi ha Cupido amenaçador, per encàrrec de madame de Pompadour el 1757, el guix original del qual va ser lliurat a Voltaire. Els motius amorosos i joiosos són representats a l'escultura, així com la natura i la línia corba i asimètrica.
El dissenyador Edmé Bouchardon representà Cupido ocupat en tallar els seus dards d'amor amb la clava d'Hèrcules i és un símbol excel·lent de l'estil rococó. El semidéu és transformat en nen tendre, la clava que trenca ossos es transforma en sagetes que colpeixen el cor, en el moment en què el marbre és substituït per l'estuc. En aquest període podem esmentar els escultors francesos, Jean-Baptiste Lemoyne, Robert le Lorrain, Michel Clodion i Jean-Baptiste Pigalle.

### Música
L'estil galant fou l'equivalent del rococó en la història de la música. Podem situar aquest estil entre la música barroca i el classicisme musical, i no és fàcil definir aquest concepte. La música rococó es desenvolupà al marge de la música barroca, particularment a França. Pot ser considerada com una música molt intimista, realitzada de forma extremadament refinada. Entre els màxims exponents d'aquest corrent hi ha Jean-Philippe Rameau i Carl Philipp Emanuel Bach.

### Orfebreria

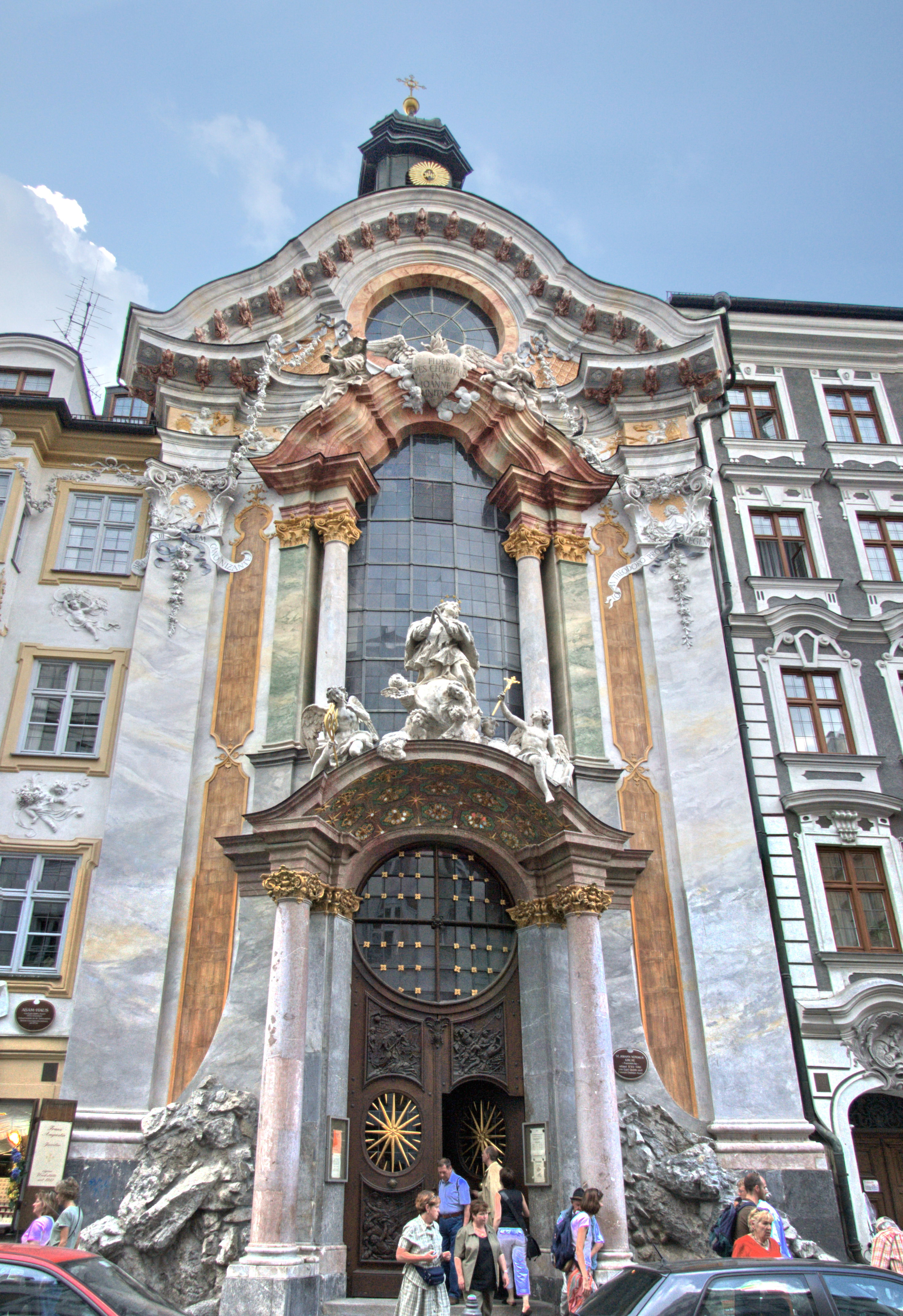
Església de Sant Joan Nepomucè a Múnic per E.Q. Asam.

França va assumir el lideratge en qüestió de joies, al segle xviii es van anar adaptant als nous estils molt més delicats amb grans calats i fantasies, progressivament va desaparèixer l'esmaltatge del revers de les joies típic de l'orfebreria barroca, i es passa a un estil amb molta llibertat que reprodueix petxines, flors i volutes a tota mena de joies i amb formes completament asimètriques. S'escollien els metalls d'acord amb les pedres, és a dir l'argent per als diamants i l'or per a les pedres de color. Un dels dissenyadors parisencs més importants va ser Augueste Duflos, entre els italians hi ha Carlo Ciampoli i Girolamo Venturi. On es va allargar més aquest estil aplicat a la joieria va ser a la península Ibèrica, que va continuar sent molt popular fins aproximadament l'any 1765.

## El rococó a Alemanya
Un dels escultors importants va ser Andreas Schlüter que va realitzar entre altres les Màscares de Guerrers del pati de l'Armeria de Berlín. Egid Quirin Asam (1692-1750) va ser un altre representant de l'escultura barroca alemanya, destaca en la decoració de l'església de Rohr, la restauració de la catedral de Freising i l'església de Sant Joan Nepomucè de Múnic.
Un art barroc alemany important va ser la creació de petites escultures en porcellana. La fàbrica de Meissen (ciutat de Saxònia) va assolir gran fama per la imitació de ceràmica oriental.

## El rococó a França
França és el bressol de l'estil, i des d'aquí s'estenen a la resta d'Europa, especialment als països de llengua germànica, on adquireix una força extraordinària, a causa de les fortes relacions de Frederic II El Gran amb la corona de França.

### Mobiliari
El disseny de mobles és la principal activitat, amb una dinastia d'ebenistes parisencs, algun dels quals era nascut a Alemanya, que desenvolupen un estil de línia corba en tres dimensions, on les superfícies envernissades es completaven amb marqueteria de bronze. Els ebenistes principals són Antoine Gaudreau, Charles Cressent, Jean-Pierre Latz, Françoise Oeben i Bernard van Risen Burgh.
A França l'estil es manté molt sobri, ja que els ornaments, principalment de fusta, eren menys massissos i es presentaven com composicions de motius florals, escenes, màscares grotesques, pintures i incrustacions de pedra.
La tapisseria va ser un capítol important per a la consecució del concepte de confort del moble. Els seients van arribar a cotes de comoditat inimaginables pocs anys abans. La tendència general en favor del luxe i del confort va fer que els cortesans i els assidus assistents als salons poguessin ara asseure's (i fins i tot reclinar-se i estirar-se) en les trobades, a diferència de l'època anterior, en la qual era obligatori romandre dempeus per qüestions de protocol.
Aquest nou concepte de la comoditat i una actitud més despreocupada respecte del cos humà (al qual es permetia en moments d'intimitat evadir-se i deslliurar-se de rígides postures), la inquietud per desenvolupar activitats intel·lectuals i lúdiques en els espais privats, propicia el desenvolupament de nous dissenys als mobles.

### Arquitectura
Amb l'allunyament cultural dels palaus de la cort, les construccions característiques d'aquesta època van ser les cases allunyades del centre de ciutat o enmig del camp: "folies", "bergeries", "bagatelles" o "ermitages".
En residències urbanes, l' "hôtel" o mansió a la ciutat, la planta es divideix en unitats espacials relativament petites amb la qual cosa s'obtenen àmbits especialitzats, de diferent mida segons la funció: saló, menjador, cambra, antecambra, galeria, gabinet.
D'aquesta forma va aparèixer una distribució més pràctica que l'anterior d'enfilade, ara les habitacions esdevenen independents i amb accés individual. Se'n van tallar obliquament les cantonades per a col·locar-hi escales secundàries en els espais guanyats, i aquests es van comunicar entre si mitjançant passadissos, corredors i galeries.
Entre els representants més destacats trobem Jean Courtonne i Robert de Cotte nomenat arquitecte de la cort i que durant trenta anys va dissenyar quasi la totalitat de les obres importants que es varen fer a França.

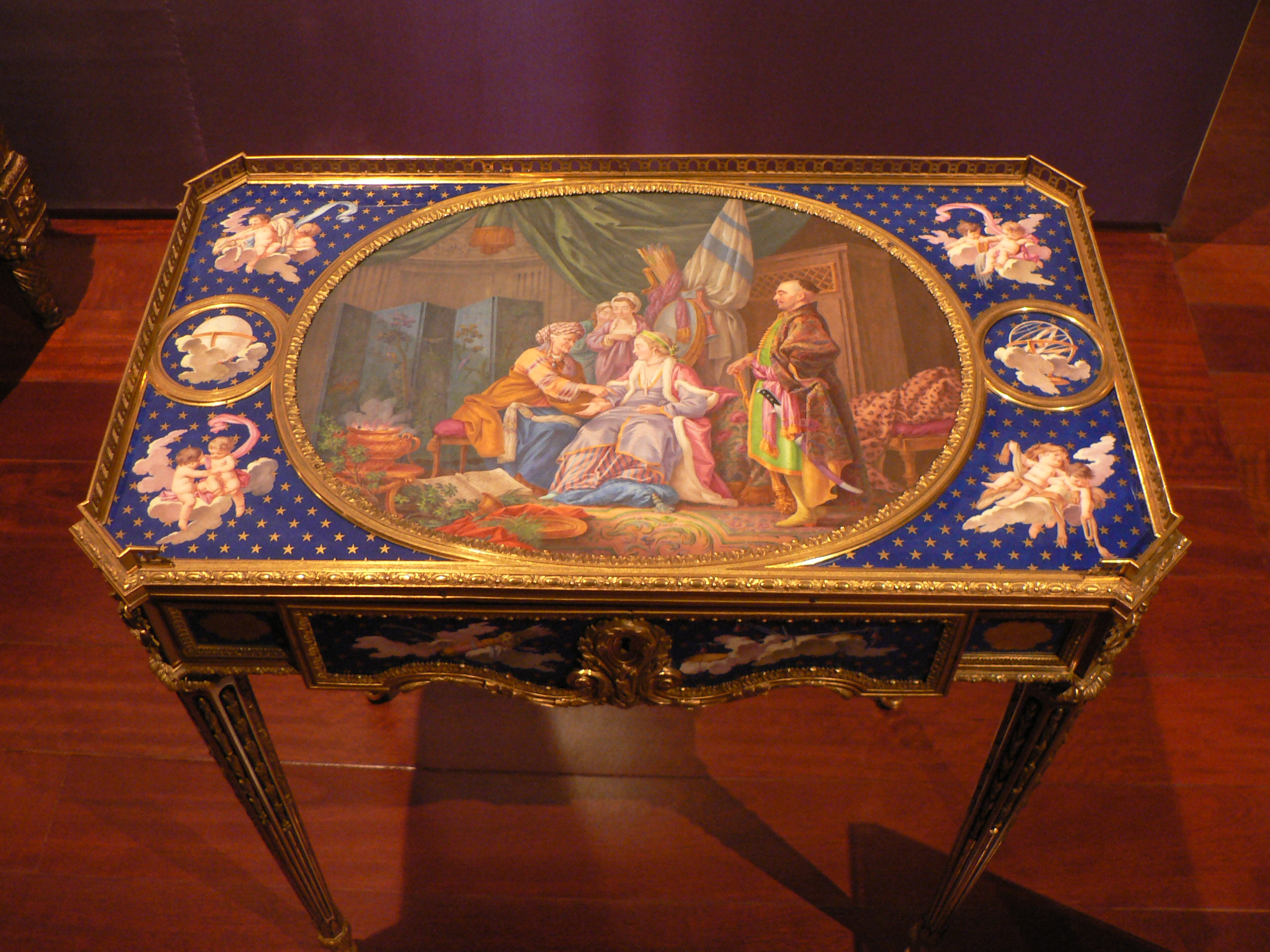
Taula de la factoria de Sèvres de Martin Carlin. 1772

### Escultura i objectes de porcellana
L'escultura francesa del segle xviii, és rica en materials i monumentalitat, Jean-Baptiste Pigalle (1714-17785) va ser un dels artistes preferits de Madame de Pompadour per qui va realitzar l'escultura L'amistat. També va realitzar els mausoleus de Maurici de Saxònia a Estrasburg i del mariscal d'Harcourt a Notre-Dame de París. En el mateix de grup d'escultors podem englobar Étienne-Maurice Falconet (1716-1791). La seva obra més important és l'estàtua eqüestre de Pere el Gran, un encàrrec de Caterina II. El deixeble de Pigalle, Clodion (1738-1814) posa fi a l'època de l'escultura rococó a França.
França tenia un lloc important en la producció de porcellana durant el segle xviii. Se'n va fabricar a Rouen, Estrasburg, Saint -Cloud, Mennecy, Chantilly i a la Manufactura Real de porcellana de Sèvres. Després d'uns inicis difícils (1741) a Vincennes, la Manufactura Real es va transferir a Sèvres el 1756. La porcellana de Sèvres es caracteritza pels dibuixos envoltats d'ornamentació de rocall sobre fons blanc, encara que aquest blanc va passar ràpidament a colors de tons molt vius com el blau reial (posterior al rococó), el groc viu, el blau turquesa, i el rosa Pompadour (a partir de 1757), de moda durant deu anys i que es va denominar així com a reconeixement a l'interès personal de Madame Pompadour en el desenvolupament de les Manufactures.
A partir de la dècada de 1750 arriba la moda d'inserir plaques de Sèvres com a decoració de mobles petits o accessoris. Bernard van Risen Burgh va ser el primer ebenista conegut que va decorar les seves obres amb plaques de porcellana, una pràctica que ràpidament es va fer popular. Van ser molt utilitzats pels germans ebenistes Martin Carlin i Weisweiler.

## El rococó a Itàlia

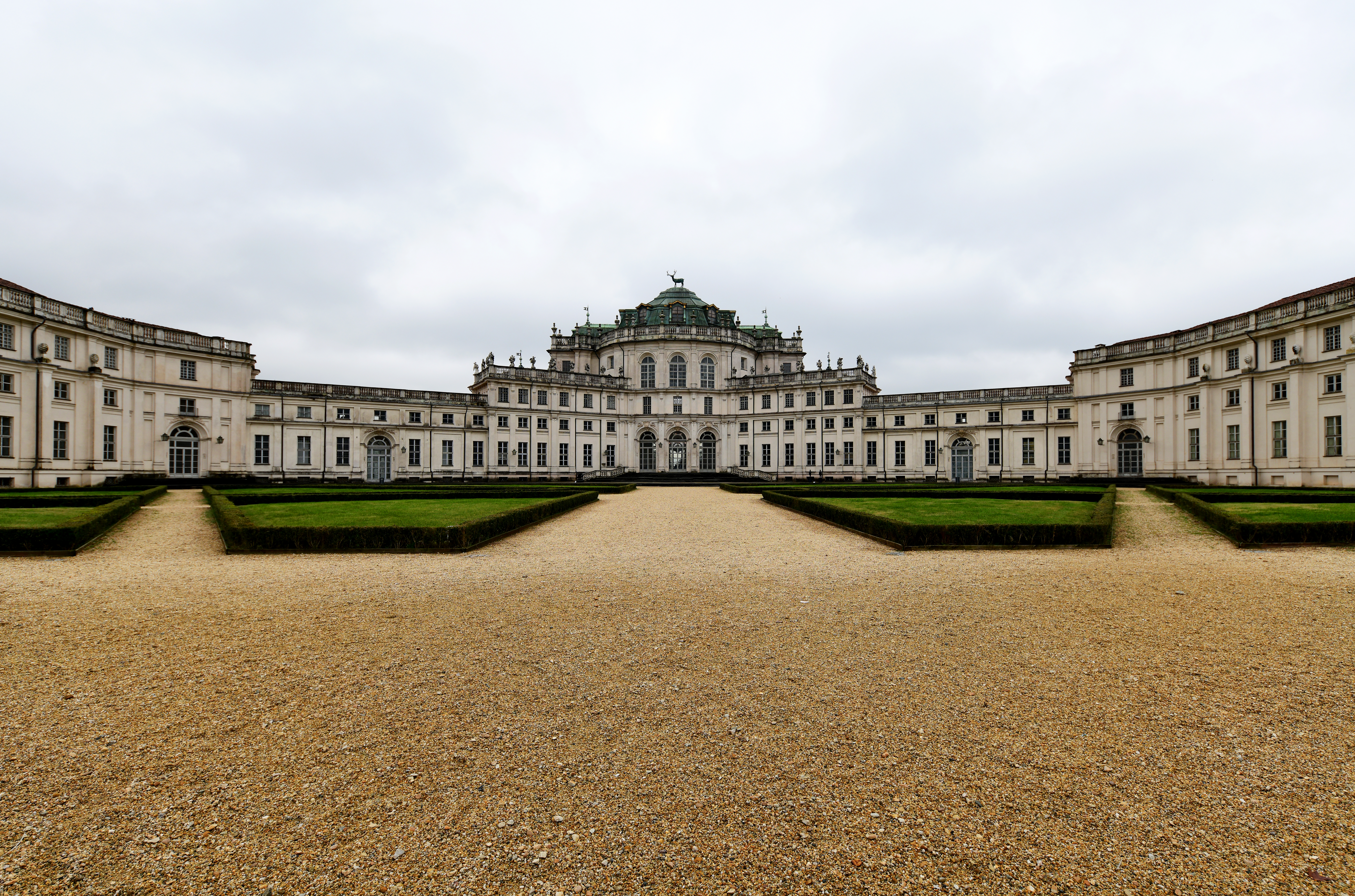
El Palau de Stupinigi.

Les Guerres d'Itàlia van resultat en l'hegemonia del poder espanyol sobre Itàlia. Encara que molts estats, com ara Venècia, no van pertànyer a la corona espanyola, Itàlia depenia d'Espanya per rebre protecció de les agressions externes. El control d'Espanya va ser reemplaçat amb l'hegemonia austríaca el segle xviii, llevat d'alguns pocs estats que van romandre sota el control espanyol.
També a Itàlia el rococó, seguint l'exemple francès, creà una notable renovació sobretot en el sector de la decoració d'interiors i en la pintura. Aquest fet es dona sobretot a la regió del nord (Ligúria, Piemont, Llombardia i Vèneto), mentre que a la Itàlia central, dominada per l'església catòlica, l'estil no es va desenvolupar gaire.
Un fet diferent es produeix a Sicília que es desenvolupà sobretot una evolució del barroc però de gust més espanyolitzant molt similar al plateresc.

### Arquitectura

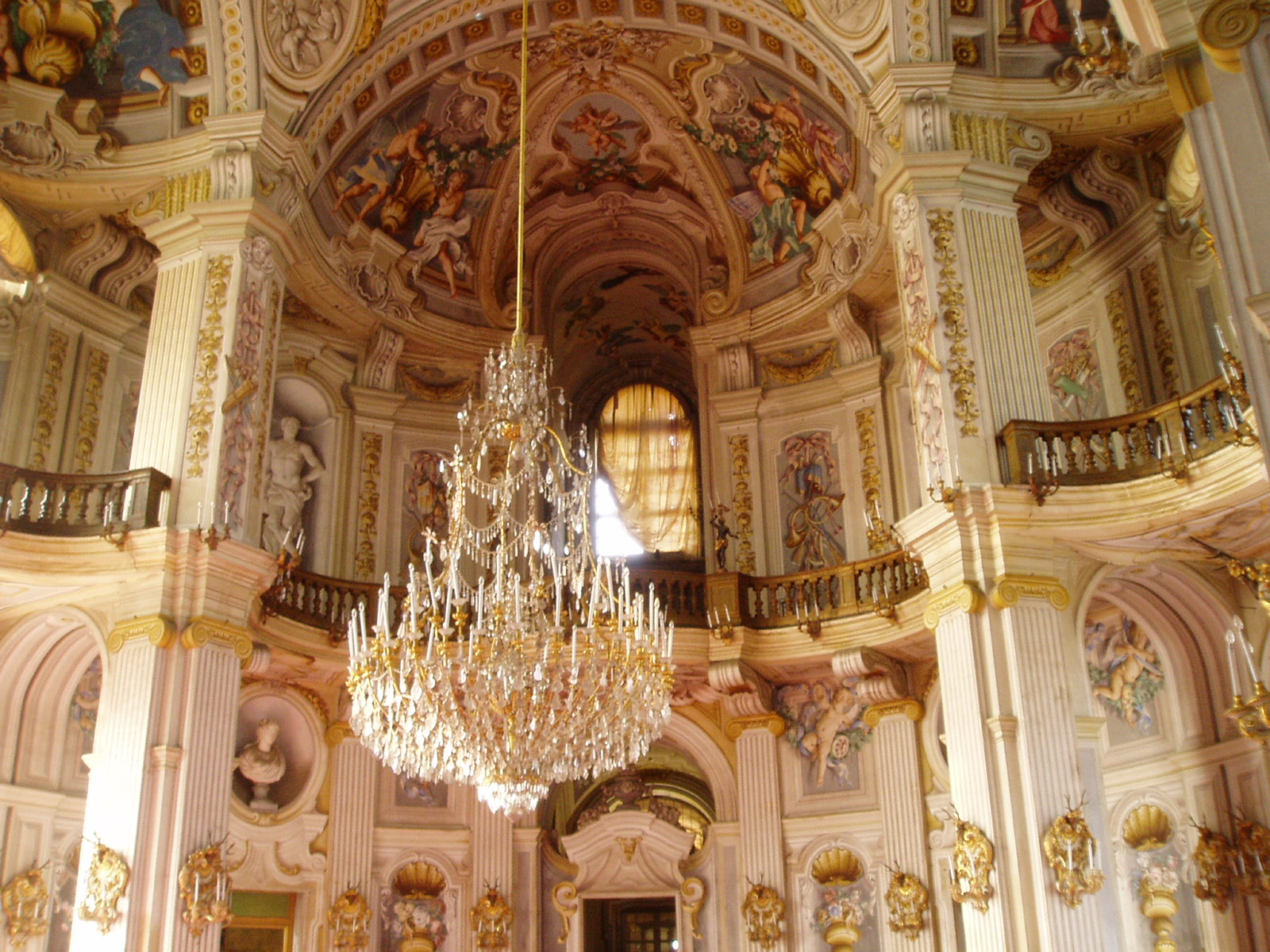
El saló central de Stupinigi

Els màxims intèrprets de l'estil rococó en l'arquitectura italiana són Guarino Guarini, molt actiu al Piemont i a Messina, i Filippo Juvarra que treballa molt a Torí com arquitecte de la casa Savoia.
Les obres més importants de Guarino Guarini són: l'Església de San Filippo a Messina, l'Església dels Pares Somaschi a Messina, la Casa dels pares Teatini a Messina, la Capella del Sant Sudari a Torí i el Palau Carignano també a Torí.
Entre les més importants realitzacions de Filippo Juvarra hi ha: la Cúpula de la Basílica de Santa Andrea a Màntua, la Cúpula del Duomo de Como, el campanar de la Catedral de Belluno, la Basílica de Superga prop de Torí, el Castell de Rivoli, el Palauet de caça a Stupinigi, el Palau Reial de Venaria i el Palau Madama a Torí.

### Pintura

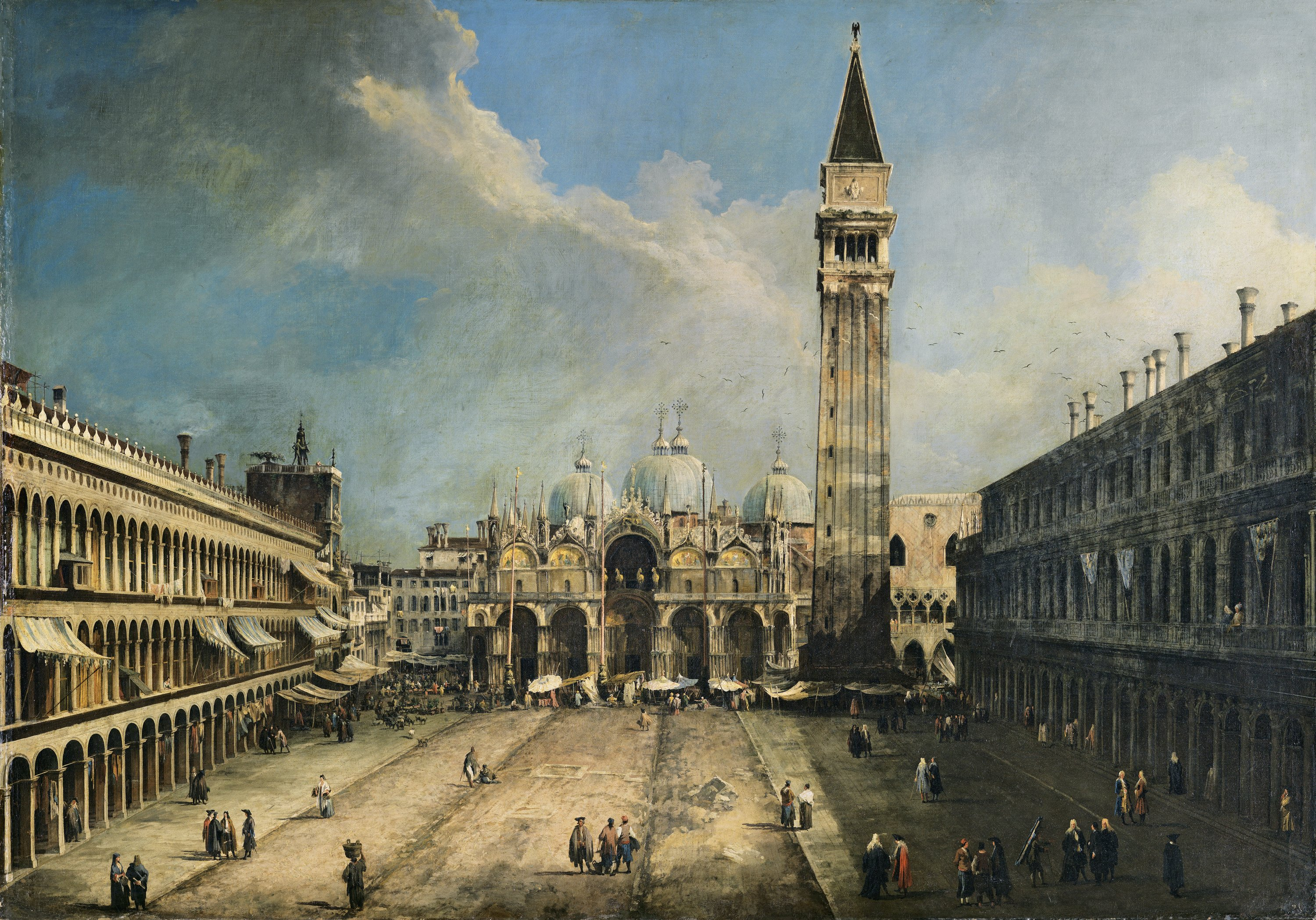
Piazza San Marco, Canaletto (1723)

En el camp de la pintura, els majors intèrprets treballen a la República de Venècia, destacant els grans paisatges detallistes amb representacions dels principals espais de la ciutat: els canals, la Plaça de Sant Marc i el Palau Ducal, seguint el corrent anomenat vedutisme.
Entre les figures més importants a considerar trobem: Giovanni Battista Tiepolo de qui destaca el Retrat d'Antonio Riccobono, San Rocco i Hèrcules sufoca Anteo. Tiepolo va passar quatre anys a Würzburg abans de tornar a Venècia, i finalment va anar a treballar a Madrid, a la cort de Carles III, ciutat en la qual finalment morí; Giovanni Antonio Canal, conegut per Canaletto, que realitzà obres entre altres: Piazza San Marco, Sant Cristòfol, Sant Miquel i Murano, Els cavalls de Sant Marc a la plaça, el camp de Rialto a Venècia i Passeig fluvial amb columna i arc de triomf Canaletto també va treballar a Anglaterra però sense arribar a l'esplendor dels paisatges de la seva ciutat natal; Francesco Guardi, amb un estil al toc, representa amb els seus paisatges més difuminats i foscs la República que s'enfonsa, realitzant prop de vuit-centes seixanta obres entre les quals destaquen Miracle d'un sant dominic, Concert al Casino dels Filarmonici i La Caritat.

### Escultura
En el sector de l'escultura, el més pobre en aquest període, es distingeix Giacomo Serpotta que, sobretot a Palerm, realitzà obres per diverses esglésies de la ciutat entre les que podem citar els Oratoris de Ciutat Santa, de Sant Llorenç i del Rosari a Sant Domènec i l'església de Sant Francesc d'Assís. També alguns escultors que realitzaren fonts a Roma i en el Palau de Caserta poden ser considerats inspirats en l'estil rococó.

## El rococó a Espanya
L'evolució del barroc cap al recarregament ornamental va engendrar a Espanya l'estil xorigueresc, en certa manera emparentat amb el Rococó, però d'arrels autòctones: José Benito Xoriguera (1665-1725), arquitecte i escultor espanyol, i els seus germans Joaquín i Alberto, també artistes que van conrear el mateix estil, li van donar nom.
Amb tot, el nou estil no va arribar a difondre's massa, per ser elitista i estar allunyat dels temes religiosos.
Als Països Catalans i, especialment a Barcelona, la coincidència d'aquest període amb la postguerra provocà una intervenció directa dels arquitectes militars en les tasques de reconstrucció i l'obra nova tindrà un caràcter militar (ciutadella de Barcelona, castell de San Fernando de Figueres). Aquesta situació reduirà de forma notable el desenvolupament d'artistes dels Països Catalans.
L'esclat d'obra civil que es produeix més tard, cap a mitjan segle xviii, ja té un incipient estil neoclàssic.

### Arquitectura i escultura

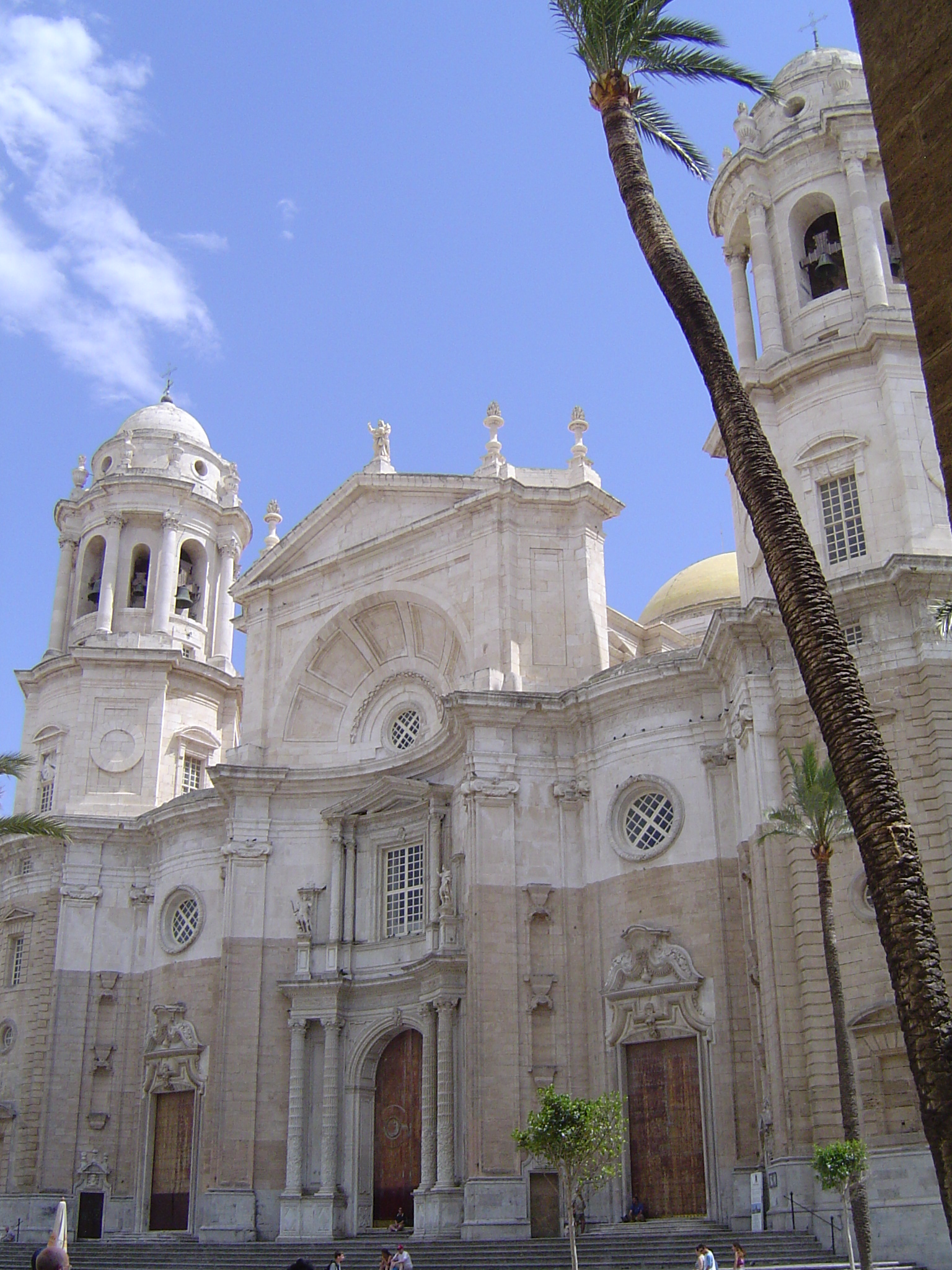
La façana de la Catedral de Cadis, Espanya.

És en aquestes disciplines on trobem més mostres de rococó a Espanya. A més dels Xoriguera, també van destacar Pedro de Ribera, que va treballar a Madrid construint l'antic hospici de San Fernando (1722-1729, avui Museu Municipal), la caserna del Comte Duc (1720) i el pont de Toledo (1723-1724). Al Palau Reial de Madrid es troben realitzats en estil rococó el Saló Gasparini i la Saleta de Porcellana amb el sostre cobert amb plaques de porcellana realitzades entre els anys 1765 i 1770 i el terra fets per Maties Gasparini.
A la catedral de Toledo va treballar Narcís Tomé l'any 1732 i a Sevilla Leonardo de Figueroa, un arquitecte i decorador molt destre que va fer la portada del palau de San Telmo (1724-1734). Francisco Hurtado Izquierdo va fer els sagraris de la catedral de Granada (1704) i de la cartoixa d'El Paular (Madrid, 1718). Un altre exemple de rococó, tot i que barrejat amb barroc i neoclàssic per mor del llarg temps de construcció, és la Catedral de Cadis.
A València destaca el Palau del Marqués de Dosaigües (1740-1744), remodelat per Hipòlit Rovira i, a Múrcia, la façana de la catedral (1741-1792), ambdues obres del valencià Jaume Bort. A Galícia cal citar la gran façana de l'Obradoiro (1738-1749), de Fernando Casas i Novoa. Coexistint amb aquest postbarroc autòcton, el rococó francès va arribar a la cort de Felip V a través de les seves esposes.

#### Mobiliari

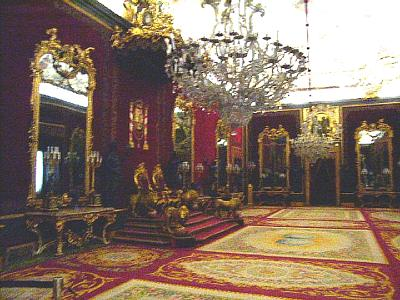
La sala del tron del Palau Reial de Madrid.

Al mobiliari, el rococó ocupa gran part del regnat del rei Carles III d'Espanya i s'hi accepten les tendències i costums que des de París envaeixen tots els salons d'Europa, les flors en petits rams i els temes xinesos amb composicions asimètriques són els principals adorns que es tallen als mobles. Molt mobiliari del Palau Reial de Madrid és també d'aquest estil com ara dotze consoles amb miralls a la Sala del tron, el disseny dels quals s'atribueix a l'arquitecte Ventura Rodríguez, del qual es guarden diversos dibuixos al Museu Municipal de Madrid.
Als Països Catalans, destaca la qualitat dels mobles concebuts per la burgesia, les influències arriben del nord d'Itàlia, a més a més de França, menys a Menorca on les influències són d'Anglaterra. Els armaris, amb gran tradició a Catalunya des de temps medievals, al rococó es realitzen amb una gran alçada, un coronament motllurat i tallats tan profusament que de vegades es presenten amb una espècie de cartel·la amb la inscripció de la data de la seva realització, s'acostuma a incrustar adorns de marqueteria de boix i guarniments amb metall. Existeix una col·lecció important de mobles d'estil rococó a la col·lecció de Miquel Mateu i Pla al Castell de Peralada.

### Talla en fusta

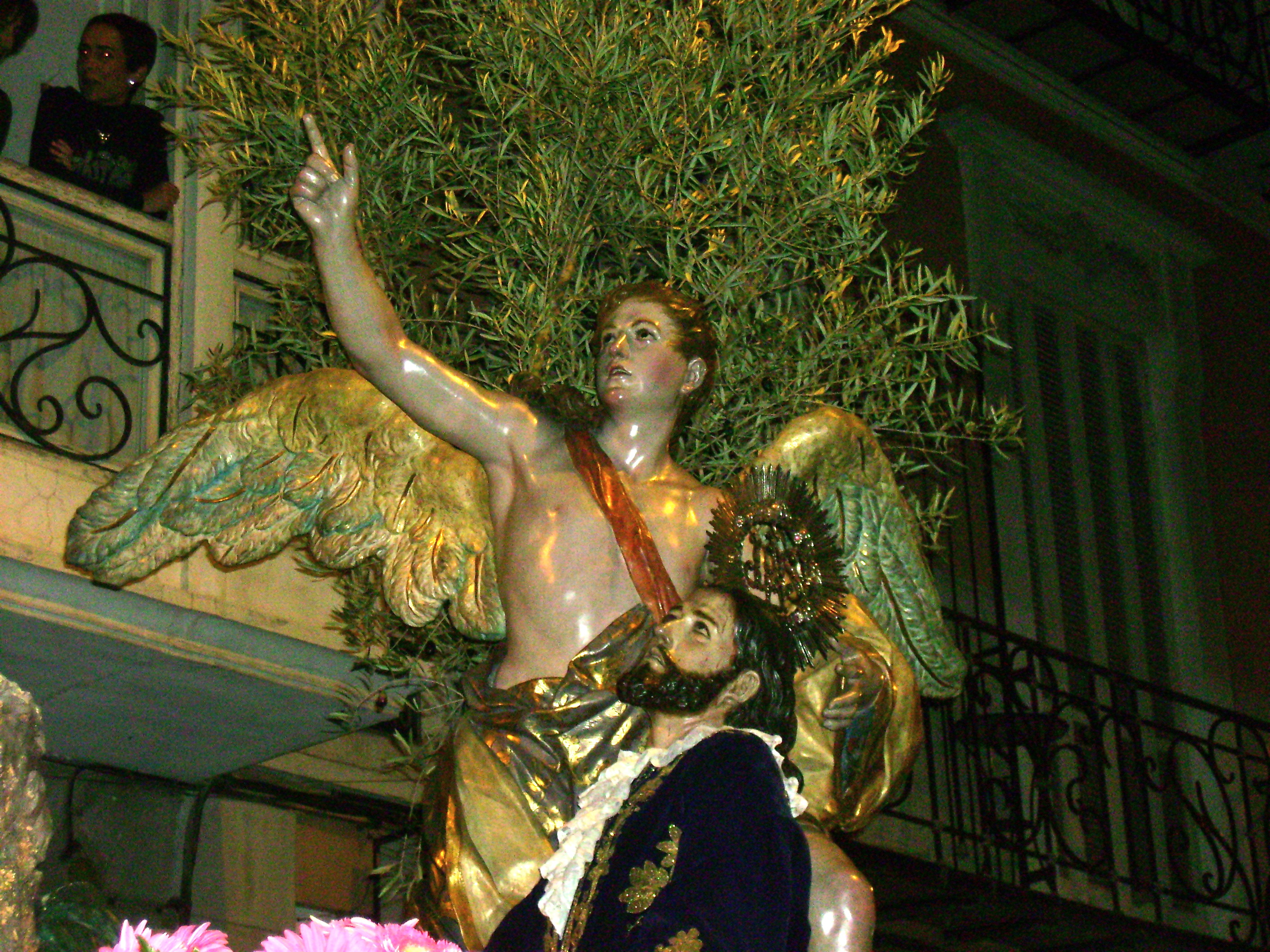
Detall del "passo"" La Oración en el Huerto de Salzillo.

En aquest segle una gran etapa d'abundància econòmica comença per Múrcia, la catedral, el palau arquebisbal i el bisbe Belluga amb la fundació de nous pobles, el gran comerç amb Itàlia i el patronatge de Floridablanca des de Madrid i van fer que hi hagués grans encàrrecs artístics. El murcià Francisco Salzillo amb grans talles com la de Sant Jeroni i la Verge de la Llet per la catedral i la creació de "passos" per les processons és on Salzillo dona curs en aquestes composicions a la tendència del rococó; també pot incloure's a Francisco Hurtado Izquierdo, a qui hem vist també com a arquitecte del xorigueresc.

### Pintura
Com pintors del rococó a Espanya destaquen Luis Meléndez i Luis Paret; l'italià Giovanni Battista Tiepolo va treballar també a Espanya al costat de Mengs.
A Catalunya cal destacar l'obra pictòrica d'Antoni Viladomat i Manalt i de Francesc Tramulles Roig, deixeble de Viladomat i menys conegut a causa del caràcter efímer de la seva obra. Francesc Pla, conegut com "el Vigatà", mostrarà una lleu influència rococó en les pintures del Palau Moja de Barcelona, si bé la resta de la seva obra cal ubicar-la dins l'estil barroc.

## El rococó i l'Església Catòlica

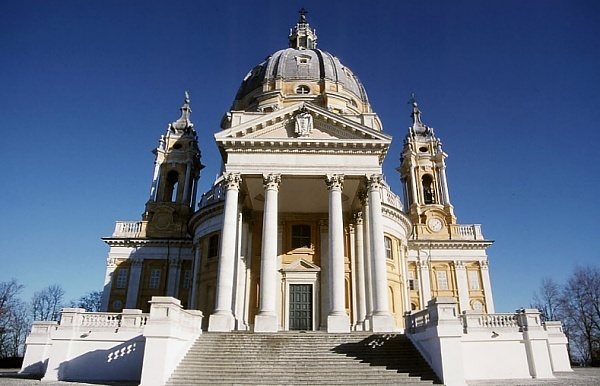
La Basílica de Superga

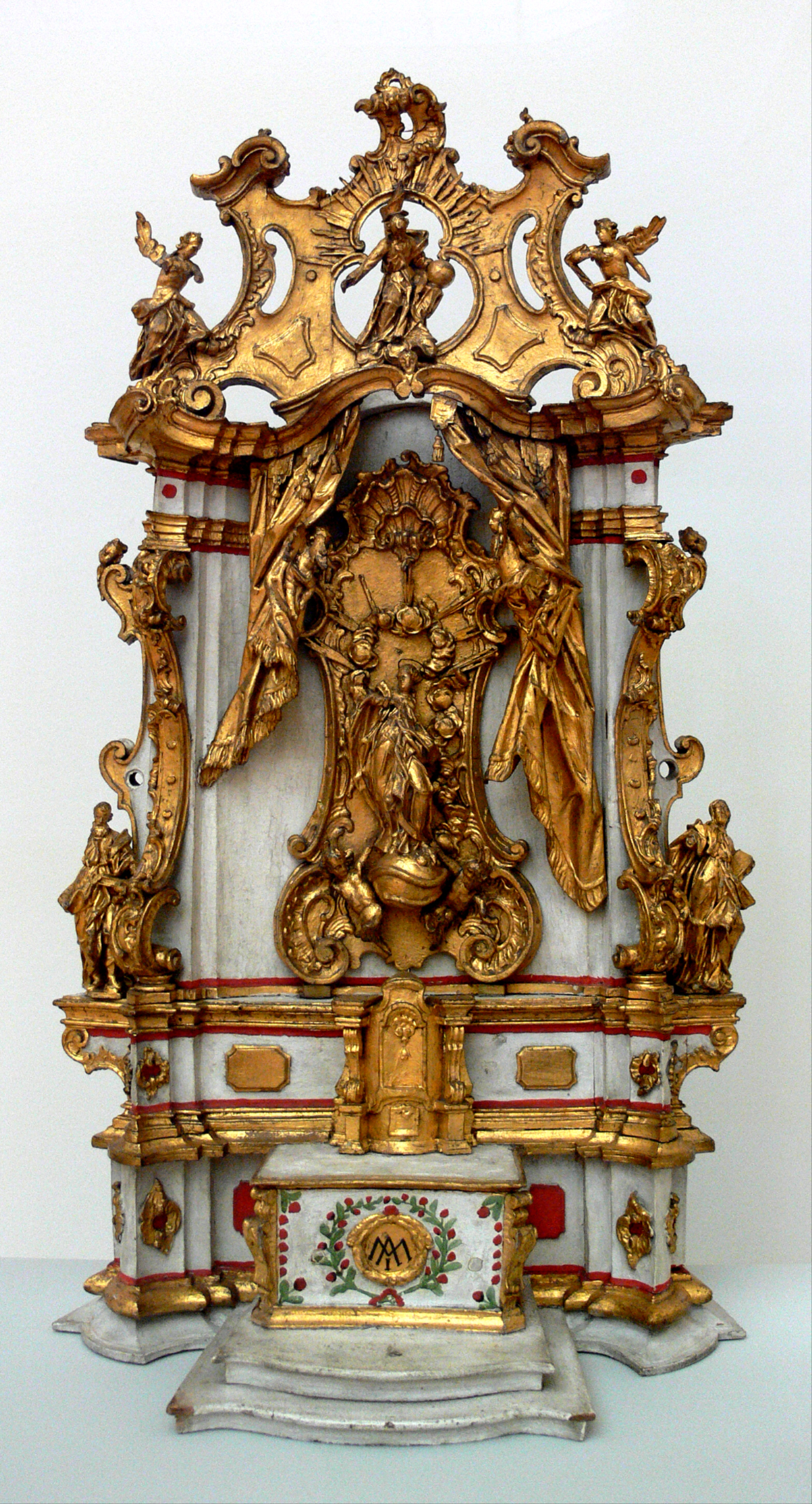
Altar rococó a Alemanya

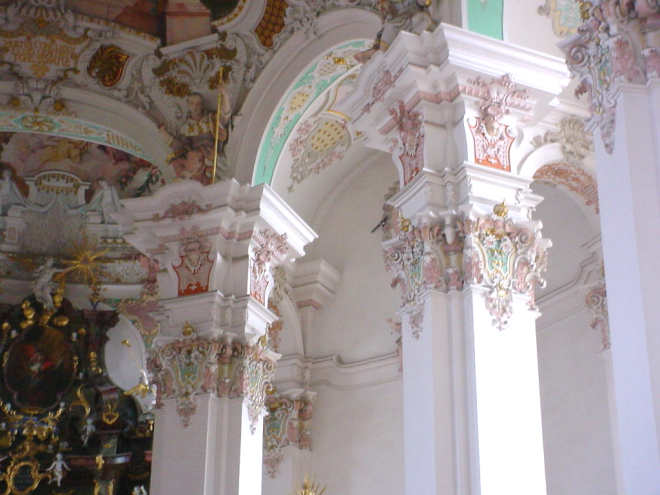
Capitell rococó a Steinhausen

Una visió crítica del rococó, en el context eclesiàstic, fou sostinguda a l'Enciclopèdia catòlica. L'església, assimilava l'estil rococó a la música profana, contraposada amb la música sacra. La manca de simplicitat, l'exterioritat i la frivolitat tindrien un efecte que distreu del recolliment i de la pregària. La seva feblesa i subtilesa no s'adiu amb la casa de Déu. Amb tot, llevat de la seva exterioritat més explícita va poder ser acceptat en la seva transformació en quelcom en consonància amb un ambient dedicat al culte.
En el desenvolupament del rococó, trobem una decoració compatible amb l'aspecte sagrat de les esglésies.
Els artistes francesos semblen no haver considerat mai la bellesa de la composició de l'objecte principal, mentre els alemanys fan de la potència de les línies la seva característica principal.
A l'interior de les esglésies el rococó va poder ser tolerat atès que els objectes eren petits com un vas, una tauleta d'un cor, un llum, una barana o una balustrada i no eren massa evidents a la vista. Al reliquiari de San Columbano realitzat a Viena l'any 1752, es representa de manera enormement realista i efectista els pàmpols que cobreixen les relíquies és una al·lusió a la sang vessada del sant. L'ornamentació de molts objectes religiosos es presenta amb pedres vermelles per la imatge de la sang de Crist sobretot als calzes.
Resulta estar més en consonància a la sagristia i en ambients no pròpiament de culte que no en l'església pròpiament dita. L'estil rococó s'adapta molt malament amb l'ofici solemne de la funció religiosa, amb el tabernacle, l'altar ni tampoc amb el púlpit. En el cas de grans objectes, l'escultura rococó resulta bella, però alhora es troba una semblança amb el barroc. Els elements fantasiosos d'aquest estil no s'adiuen amb les grans parets de les esglésies. En qualsevol cas, tot ha de ser segons la situació local i les circumstàncies. Hi ha peces del rococó autènticament belles, mentre que algunes altres no responen als cànons i intenten assimilar-se a objectes sacres. Entre els materials utilitzats en l'estil rococó figuren la fusta tallada, el ferro i el bronze utilitzat en la construcció de balustrades i portals. Un element distintiu és el daurat que cobreix els freds materials metàl·lics més acceptables per la implantació en ambients no profans.